# Maria Manuela Furtado
Maria Manuela Furtado (? - 3 de setembro de 2021) foi uma apresentadora e locutora da RTP. Foi a primeira mulher a ocupar um cargo na direção na RTP e foi diretora das Relações Internacionais da RTP durante 20 anos. Foi também a responsável por ter sido a primeira porta-voz do júri português do Festival Eurovisão da Canção, entre as edições de 1964 e 1969, falando fluentemente francês e inglês.
Foi também a primeira mulher a presidir ao júri do Rose d'Or, em 1991.